# 万达集团
万达集团（英語：Wanda Group）是一家总部位于北京的中国企业集团，业务涵盖商业管理、文化、地产与投资。公司由王健林在大连林创立并担任董事长。2017年进入《财富》世界500强排名第 380 位。

## 历史
1988年，时任大连西岗区政府办公室副主任王健林决定下海。西岗区政府下属的西岗区房屋开发公司，成立没多久，主管就因为经济问题被追究，公司负债几百万。王健林决定接收，这个公司成为万达的前身。
王健林凭借棚户区改造项目赚了第一笔钱。企业成立之初，万达启动了大连市西岗区北京街旧城改造。上世纪90年代初期，万达年房屋销售量占大连市房地产销售总量的两成以上。
1993年，万达赴广州番禺开发侨宫苑小区，成为全国首家跨区域发展的房地产企业。2000年，万达开发建设企业的第一个商业地产项目——长春重庆路万达广场，并决定企业战略转型，将全国各地公司合并调整为商业、住宅两大建设公司。
2005年，万达进行二次机构改革，将商业、住宅两大公司合为一家公司——万达商业地产股份有限公司。
2008年，万达集团总部由大连迁往北京CBD万达广场。次年，为寻找新发展空间和利润增长点，万达集团将文化旅游产业作为企业新的重点发展方向。当年1月，万达集团投资200亿元建设长白山国际度假区。同年汶川地震发生后，万达累计捐款3.1 亿元，并第一批派出自愿者队伍赴灾区救援。
2012年，万达并购AMC，成立万达文化产业集团，注册资金50亿元，资产310亿元。2012年收入208亿元，已进入电影院线、影视制作、舞台演艺、电影科技娱乐、主题公园、连锁娱乐、报刊传媒、字画收藏、文化旅游区等10个行业。
2014 年 12 月，万达集团的房地产部门大连万达商业地产（Dalian Wanda Commercial Properties）在香港联交所首次公开募股中筹集了 37 亿美元，是“房地产公司在公开市场筹集到的最多资金”。此次IPO让创始人王健林身价超过250亿美元，成为中国最富有的人之一。2016 年，该集团试图在大连万达商业地产在证券交易所上市后不到 18 个月将其私有化。
据公司当年公开披露，2015 年集团营收约 2901.6 亿元人民币，同比增长约 19%；主要收入来自商业与文化相关业务。
2015年2月，万达集团斥资10.5亿欧元（约12亿美元）收购瑞士盈方体育传媒集团68%股权。2016年3月，万达成为国际足球联合会的合作伙伴。
2016年1月，万达集团斥资35亿美元现金，收购美国电影製作公司传奇影业。1月12日，万达集团并购美国传奇影业公司签约仪式在北京举行。万达集团宣布以不超过35亿美元现金（约230亿元人民币）收购美国传奇影业公司。
2016年10月，万达成立网络科技集团。次年7月推出了产品万达贷。
万达耗资15亿定点扶贫丹寨，2017年7月，丹寨旅游小镇开业。
2017年7月19日，万达集团、融創中國及富力地產在北京召開合作發布會，公告出售資產細節。其中，富力地產以199.06億人民幣收購万达集团旗下76家酒店項目全部股權及煙台萬達文華酒店70%權益，77家酒店資產淨值預期為不少於331.76億元，包括兩間未開業酒店的估計成本，擁有總建築面積約為328.6萬平方米及合共23202間客房，融創中國以438.44億人民幣收購13個總建築面積約5897萬平方米的萬達文化旅遊項目的91%股權轉，並承擔現有全部貸款約454億人民幣。

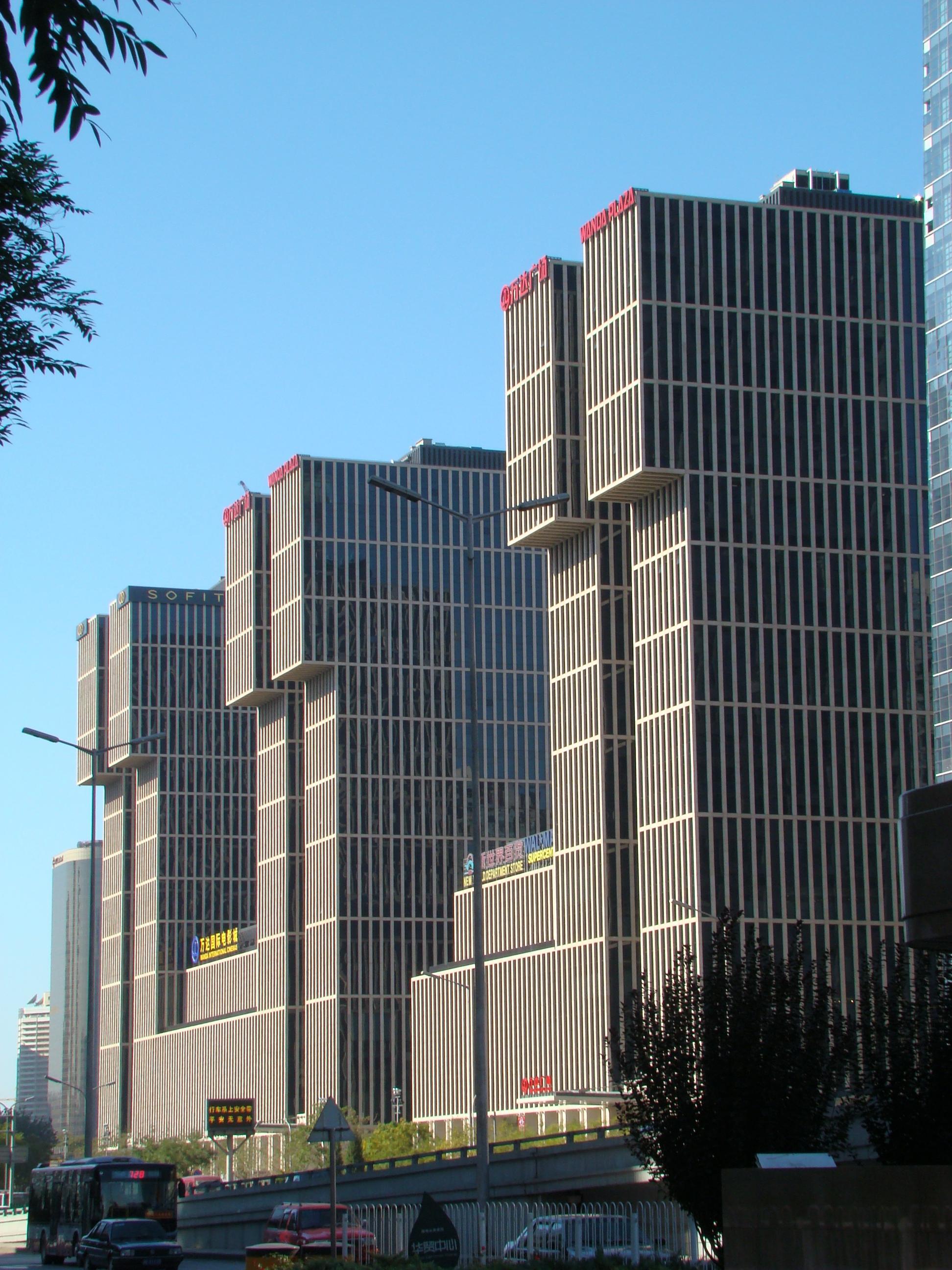
459.965x459.965px

2017年8月，万达成立大健康集团，此前已投入1440亿人民币，计划在万达广场开设口腔诊所。
2017年8月9日，香港联交所发布公告，万达集团旗下万达酒店发展（0169.HK）公布重大资产重组计划，万达两大轻资产公司——万达酒店管理公司和万达文旅集团注入香港上市公司。公告内容包括以代价人民币63亿元向万达文化收购万达文化旅游创意集团有限公司（「万达文旅」）之全部股权，且该代价将由本公司以现金、发行股份及╱或可换股债券（根据本公司股份于二零一七年八月八日之收市价（即每股1.16港元）厘定本公司之股份价值）之任一方式清偿。万达文旅主要从事主题公园设计、建造及营运管理业务。同时，以现金代价人民币7.5亿元自大连万达商业收购于万达酒店管理（香港）有限公司（「万达酒管」）之全部股权。万达酒管主要从事酒店设计、建设及营运管理业务。
2017年9月，万达发布了创新加速器计划，初期聚焦实体经济。
2018年1月29日，大连万达集团官方发布消息称，腾讯控股作为主发起方、联合苏宁云商、融创中国和京东340亿元入股万达商业，收购万达商业香港H股退市时引入的投资人持有的约14%股份。腾讯投资100亿元，持股比例为4.12%，苏宁和融创中国分别投资95亿元，持股比例3.91%，京东投资50亿元，持股比例2.06%，共计占万达商业股份比例约14%。按照这一比例计算，万达商业目前的估值为2430亿元。
2018年2月5日，阿里巴巴集团及文投控股與萬達集團在北京簽訂戰略投資協議，以每股51.96元人民幣的價格收購萬達集團持有的萬達電影12.77%的股份，其中，阿里巴巴出資46.764億人民幣，獲得7.66%的股份，文投控股出資31.176億人民幣，獲得5.11%的股份，分別成為萬達電影第二、第三大股東，萬達集團仍是萬達電影控股股東，持股比例則降至48.09%股份。
2018年2月14日，西班牙足球俱樂部馬德里競技表示萬達集團股份有限公司將把所持該俱樂部的17%股份出售給以色列億萬富翁歐菲爾（Idan Ofer），歐菲爾通過自己控制的投資基金量子太平洋集團完成這次交易。
2018年5月10日，華僑城（亞洲）全資附屬公司華昌國際以11.76億元人民幣收購北京萬達文化産業集團旗下蘇州萬程晟達旅遊發展有限公司（同程藝龍）5.11%的股權。
2018年5月30日，万达与腾讯、高朋三方合资组建网络科技公司。该合资公司将由万达控股，万达商管集团占股51%，腾讯占股42.48%，高朋持有剩余的6.52%股权。
2018年6月，萬達商業管理集團、騰訊和高朋三方共同出資成立上海丙晟科技有限公司。該公司於6月8日在上海市靜安區成立，註冊資本46億元人民幣。
2018年12月19日，万达集团以27.18億人民幣出售所持有的11.55%股權的百年人壽给綠城中國全資子公司綠城地產。
2019年2月12日，蘇寧易購以最高不超過89.233億元人民幣向万达集团購入萬達百貨全數37間分店。
2023年7月21日，大连万达商业管理集团股份有限公司、大连万达集团股份有限公司、湖州万达投资有限公司新增一则被执行人信息，执行标的约3亿元人民币，执行法院为浙江省湖州市中级人民法院。
2023年，万达集团爆发债务风波后即开始出售资产。截至2024年1月，王健林共出售了10座万达广场的股权。

### 万达地产集团

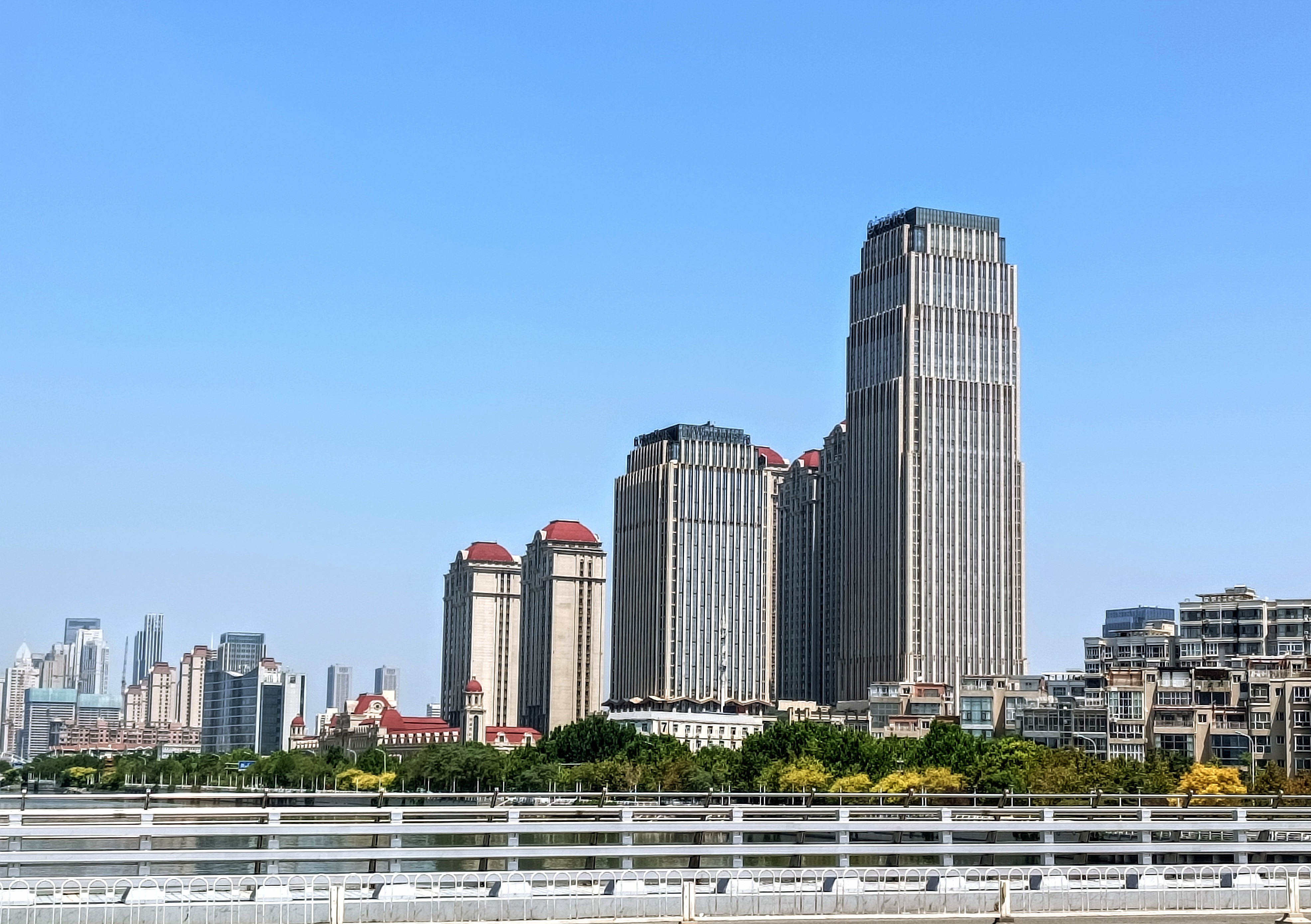
天津万达公馆

## 集團資產

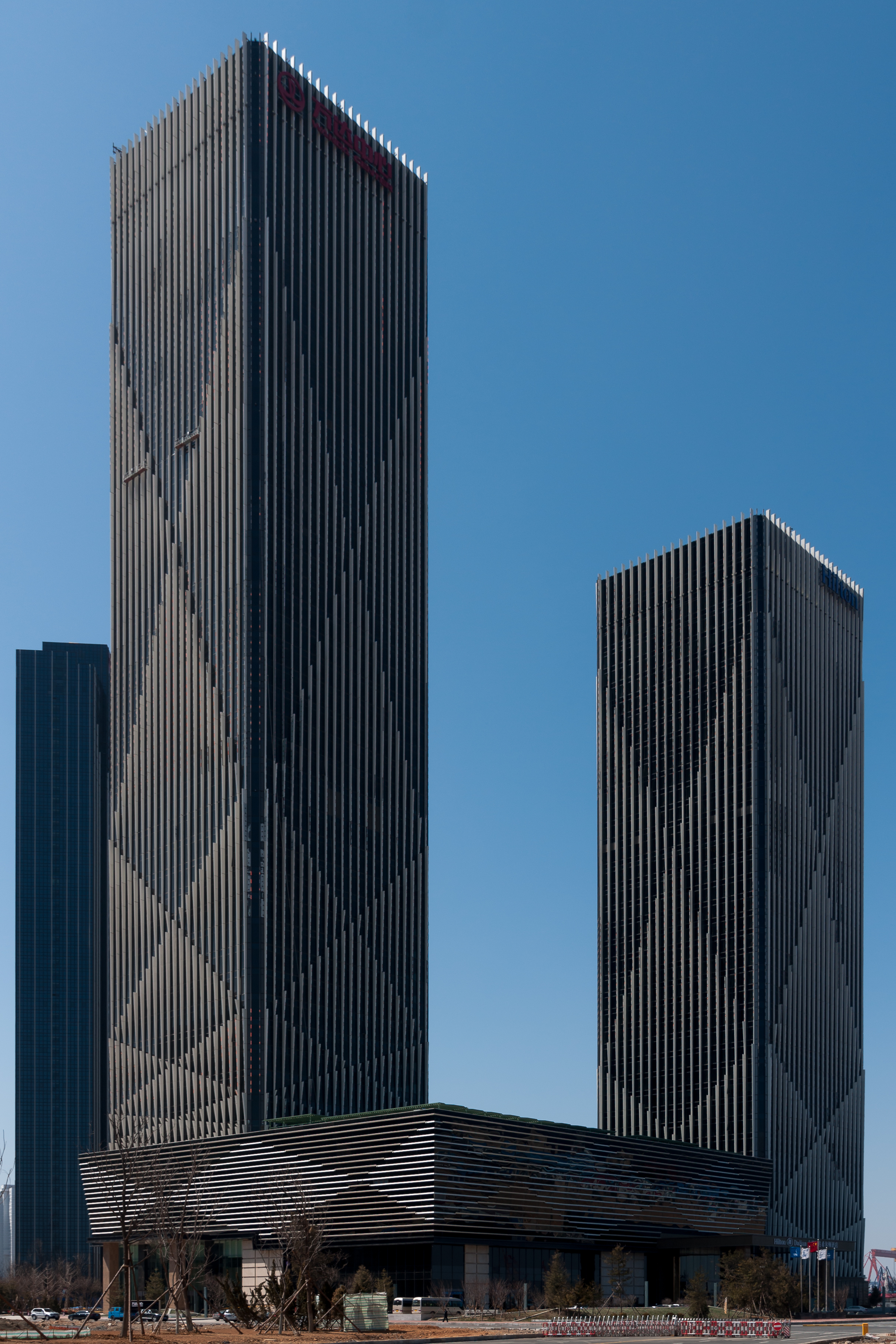
辽宁省大连市中山区大连万达中心

### 万达商管集团
- 万达广场
- 万达商业规划研究院
- 万达酒店发展

### 万达文化集团
- 万达影视集团
  - 万达电影（深交所：002739）
  - 万达影视传媒
  - 五洲电影发行
  - 澳大利亚HOYTS院线
- 万达体育集团
  - 盈方体育传媒
- 万达宝贝王集团
  - 万达宝贝王乐园
  - 万达宝贝王早教
- 万达文旅集团
  - 长白山国际度假区
  - 武汉中央文化区
  - 兰州万达城
  - 延安红星镇
  - 万达文旅规划设计院
- 万达大健康产业公司
  - 成都万达UPMC国际医院
  - 广州万达UPMC国际医院
- 圣汐游艇公司

### 万达投资集团
- 万达投资公司
- 万达普惠金融

## 名稱版權爭議
2020年6月傳出萬達集團欲提告Disney+侵權，源於旗下漫威漫畫角色緋紅女巫本名叫「汪達」，其角色推出的影集《汪達幻視》商標向美國政府提出了異議。

## 外部連結
- 万达集团（页面存档备份，存于）
- 万达集团的Facebook專頁
- 胡润百富榜揭秘房地产走势 商业地产强势崛起 [永久]
- 万达斥资逾450亿再建广州4大项目
- 萬達帝國王健林：遊刃于商業與權貴之間（页面存档备份，存于）